# Покровка (Грачовський район)
Покро́вка (рос. Покровка) — село у складі Грачовського району Оренбурзької області, Росія.

## Населення
Населення — 203 особи (2010; 294 у 2002).
Національний склад (станом на 2002 рік):
- росіяни — 89 %